# Cyanidiophyceae
Cyanidiophyceae, razred crvenih algi. Sastoji se od 4 reda sa ukupno 11 vrsta

## Opis
Jednostanične crvene alge koje nastanjuju ekstremna okruženja; golgi povezan s endoplazmatskim retikulumom, stanične stijenke debele i proteinske; stvaranje endospora; heterotrofni kapacitet.

## Redovi i broj vrsta
1. Cavernulicolales H.S.Yoon, S.I.Park, C.H.Cho & R.A.Andersen 3
2. Cyanidiales Ott 2
3. Cyanidioschyzonales F.D.Ott 2
4. Galdieriales H.S.Yoon, S.I.Park, C.H.Cho & R.A.Andersen 4